# Halalkalicoccus
A Halalkalicoccus a Halobacteriaceae családba tartozó Archaea nem. Az archeák – ősbaktériumok – egysejtű, sejtmag nélküli prokarióta szervezetek. Fajai: Halalkalicoccus jeotgali és Halalkalicoccus tibetensis. Sóval telített vagy majdnem telített vízben élnek.

### Tudományos folyóiratok
- Xue Y, Fan H, Ventosa A, Grant WD, Jones BE, Cowan DA, Ma Y (2005). „Halalkalicoccus tibetensis gen. nov., sp. nov., representing a novel genus of haloalkaliphilic archaea”. Int. J. Syst. Evol. Microbiol. 55 (Pt 6), 2501–2505. Published online 29 July 2005. doi. o. DOI:10.1099/ijs.0.63916-0. PMID 16280517.
- Oren A, Ventosa A (2000). „International Committee on Systematic Bacteriology Subcommittee on the taxonomy of Halobacteriaceae. Minutes of the meetings, 16 August 1999, Sydney, Australia”. Int. J. Syst. Evol. Microbiol. 50, 1405–1407. o. PMID 10843089.

### Tudományos könyvek
- Gibbons, NE.szerk.: RE Buchanan and NE Gibbons, eds.: Family V. Halobacteriaceae fam. nov., Bergey's Manual of Determinative Bacteriology, 8th, Baltimore: The Williams & Wilkins Co. (1974. március 20.)

### Tudományos adatbázisok
- Halalkalicoccus PubMed hivatkozásai
- Halalkalicoccus PubMed Central hivatkozásai
- Halalkalicoccus Google Scholar hivatkozásai